# Ambros Josef Pfiffig
Ambros Josef Pfiffig OPraem (* 17. Januar 1910 in Wien; † 11. Dezember 1998 in Geras) war ein österreichischer Etruskologe.

## Leben
Ambros Josef Pfiffig war Prämonstratenser und Chorherr des Stiftes Geras. Er wurde 1961 in den Fächern Alte Geschichte und Klassische Archäologie bei Artur Betz, Fritz Schachermeyr und Fritz Eichler an der Universität Wien promoviert. In der Folgezeit war er Mitarbeiter von Emil Vetter. 1968 habilitierte sich Pfiffig in Rom für Etruskologie und Italische Altertumskunde. 1968 bis 1976 war er Dozent für Etruskologie und italische Dialektkunde an der Universität Perugia. Von 1979 bis zu seiner Emeritierung wirkte er an der Universität Wien als Honorarprofessor.
Pfiffig war Mitglied des Istituto Nazionale di Studi Etruschi ed Italici in Florenz und der Accademia Etrusca in Cortona. 1988 erhielt er das Österreichische Ehrenkreuz für Wissenschaft und Kunst I. Klasse. Neben seinen etruskologischen Forschungen untersuchte er auch die Geschichte des Stiftes Geras. Er ist auf dem Konventfriedhof des Stiftes Geras begraben.

## Berichte über sexuellen Missbrauch von Knaben
Von 1946 bis 1948 wirkte Pfiffig als Präfekt bei den Regensburger Domspatzen. Laut der Chronik des damaligen Domkapellmeisters Theobald Schrems von 1960 habe sich Pfiffig mit einem 16-jährigen Jungen verfehlt. Nachdem dies im Mai 1948 öffentlich bekannt wurde, habe Pfiffig schleunigst über die österreichische Grenze in seine dortige Heimat flüchten müssen. Zum Jahreswechsel 1949 kehrte Pfiffig in sein Heimatkloster, das Prämonstratenser-Stift Geras, zurück wo er im August 1950 mit dem Aufbau eines eigenen Knabenkonviktes betraut wurde.
Laut der Biografin Helga Hurnaus beschuldigten Eltern von Schülern des Knabenkonvikts Geras Ambros Pfiffig der Pädophilie. Um diese Gerüchte im Keim zu ersticken, habe sich der Orden 1957 entschlossen, das Knabenkonvikt zu schließen und Pfiffig freizustellen. Im September 1958 wurde Pfiffig in Wien wegen „Verbrechen der Unzucht mit Personen desselben Geschlechtes“ zu einer schweren Kerkerstrafe von zwei Monaten auf drei Jahre Bewährung verurteilt. Ebenso wurden ihm damals der Antritt eines Lehramts und eine Tätigkeit in der Jugenderziehung untersagt.

## Schriften
- Basilika und Prämonstratenserabtei Geras. Stifts- und Pfarrkirche Mariä Geburt. = Abtei Geras. Schnell & Steiner, München u. a. 1957 (Kleine Kunstführer 653).
- Studien zu den Agramer Mumienbinden. Der etruskische Liber linteus. Österreichische Akademie der Wissenschaften, Wien 1963 (Denkschriften der Österreichischen Akademie der Wissenschaften, philosophisch-historische Klasse. Band 81)
- Religio Iguvina. Philologische und Religionsgeschichtliche Studien zu den Bronzetafeln von Gubbio. Österreichische Akademie der Wissenschaften, Wien 1964 (Denkschriften der Österreichischen Akademie der Wissenschaften, philosophisch-historische Klasse. Band 84)
- Uni - Hera - Astarte. Studien zu den Goldblechen von S. Severa / Pygri mit etruskischer und punischer Inschrift. Österreichische Akademie der Wissenschaften, Wien 1965 (Denkschriften der Österreichische Akademie der Wissenschaften, philosophisch-historische Klasse. Band 88/2)
- mit Massimo Pallottino: Die Etrusker. Fischer Bücherei, Frankfurt am Main 1965
- Die Ausbreitung des römischen Städtewesens in Etrurien und die Frage der Unterwerfung der Etrusker. Florenz 1966 (Biblioteca di „Studi Etruschi“ 2)
- Ein Opfergelübde an die etruskische Minerva. Studien und Materialien zu Interpretation des Bleistreifens von S. Marinella, Böhlau, Wien 1968 (Denkschriften der Österreichischen Akademie der Wissenschaften, philosophisch-historische Klasse. Band 99).
- Die etruskische Sprache. Versuch einer Gesamtdarstellung. Akademische Druck- und Verlags-Anstalt, Graz 1969.
- Einführung in die Etruskologie. Probleme – Methoden – Ergebnisse.  Wissenschaftliche Buchgesellschaft, Darmstadt 1972. 4. unveränderte Auflage 1991. ISBN 3-534-06068-7 (Die Archäologie. Einführungen)
- Religio Etrusca. Sakrale Stätten, Götter, Kulte, Rituale. Adeva, Graz 1975, Nachdruck VMA-Verlag Wiesbaden 1998.
- Etruskische Signaturen. Verfertigernamen und Töpferstempel (= Österreichische Akademie der Wissenschaften, Philosophisch-Historische Klasse. Sitzungsberichte Band 304, 2). Verlag der Österreichischen Akademie der Wissenschaften, Wien 1976.
- mit Johann Thomas Ambrózy, Gerhard Trumler: Stift Geras und seine Kunstschätze.  Verlag Niederösterreichisches Pressehaus, St. Pölten 1989, ISBN 3-85326-850-1.